# La parola alla difesa
La parola alla difesa (titolo orig. Sad Cypress) è un romanzo poliziesco scritto da Agatha Christie, scritto nel 1933 e pubblicato nel 1940. Il titolo originale è tratto da un verso preso dalla commedia di Shakespeare La dodicesima notte. È il primo romanzo della serie con Poirot ambientato in un'aula di tribunale, con avvocati e testimoni che espongono i fatti.

## Trama

### Prologo
Elinor Carlisle è accusata dell'omicidio di Mary Gerrard. Tutto sembra essere contro di lei: ha il movente, ha avuto l'occasione, è l'unica ad aver potuto commettere l'omicidio. Il solo a non credere a tutto ciò, ma che non vuole neanche che sia andata così, è il dottor Lord. Perciò si rivolge a Hercule Poirot, chiedendogli di dimostrare che non è stata Elinor a commettere l'omicidio. Sembra già tardi, ormai il caso è stato portato in tribunale. Ma Poirot, con il solito acume innato, riuscirà a dimostrare che Elinor è innocente.

### Intreccio
Il romanzo è diviso in tre parti: nella prima parte il resoconto, visto dalla parte di Elinor Carlisle, della morte di sua zia, Laura Welman, e quella successiva di Mary Gerrard; nella seconda, il racconto delle investigazioni di Poirot; e nella terza, una sequenza ambientata in tribunale, vista sempre con gli occhi di Elinor.
Elinor Carlisle e Roderick Welman, due lontani cugini, stanno per sposarsi quando un giorno ricevono una lettera anonima dove c'è scritto che qualcuno sta sottraendo denaro alla loro ricca zia, Laura Welman, da cui la coppia si aspetta di ricevere una cospicua eredità alla sua morte. Elinor immediatamente crede si tratti di Mary Gerrard, la figlia del giardiniere, a cui Laura è molto affezionata. I due decidono allora di recarsi in visita dalla zia, sia per vedere lei che per proteggere i loro interessi.
Laura è molto abbattuta dopo un ictus e parla spesso di voler morire con l'aiuto di Peter Lord, il suo medico. Dopo un secondo attacco, la donna chiede ad Elinor di chiamare il notaio per comunicargli il desiderio di nominare Mary come beneficiaria nel suo testamento, o almeno così sembra alla ragazza. Roddy, nel frattempo, si è innamorato di Mary, provocando così nella sua fidanzata Elinor molta gelosia. Laura muore una notte, senza avere firmato il nuovo testamento, e tutta la sua fortuna va ad Elinor, che è la sua parente più prossima ancora in vita.
Successivamente, Elinor decide di rompere il fidanzamento con Roddy e di dargli una parte dei soldi dell'eredità (cosa che lui rifiuta), e duemila sterline a Mary (che invece accetta). Un giorno le due, più l'infermiera Hopkins, si ritrovano a Hunterbury, Elinor prepara per tutte e tre delle tartine e, in seguito, Jessie Hopkins del tè, e poco dopo Mary muore, avvelenata dalla morfina nella pasta di pesce usata per preparare il cibo. Elinor, che si è comportata in modo sospetto, viene accusata del delitto. Quel che è peggio, viene riesumato il cadavere di Laura Welman e si scopre che sia lei che Mary sono morte per avvelenamento da morfina, ed Elinor aveva facile accesso a questa sostanza dato che una bottiglietta contenente il veleno e appartenente all'infermiera Hopkins era sparita dalla sua borsa.
Nella seconda parte della storia, Poirot viene convinto da Peter Lord ad investigare sul caso, dato che l'uomo è innamorato di Elinor e vuole che quest'ultima venga scagionata. L'indagine del detective belga si concentra su una piccola serie di elementi. Il veleno era nelle tartine, che hanno mangiato tutte e tre, o da qualche altra parte, per esempio nel tè che ha preparato l'infermiera Hopkins? Qual è il segreto sulla nascita di Mary, che tutti sembrano intuire non sia nata dal giardiniere e sua moglie? Il graffio procurato da una spina sul polso dell'infermiera Hopkins è di qualche importanza? Peter Lord ha ragione nell'indicare la possibilità che una terza persona che spiava le donne da una finestra abbia avvelenato le tartine credendo che li avrebbe mangiati solo Elinor?
Nella terza ed ultima parte, il processo sembra andar male per Elinor, finché il suo avvocato non espone tre teorie che potrebbero scagionarla. La prima (Mary si è suicidata) sembra poco credibile, e la seconda (quella di Peter Lord, dell’assassino fuori dalla finestra) non ha nessuna prova. Ma la terza è quella di Poirot.
Un'etichetta strappata di un farmaco, che l’accusa sostiene indicasse il veleno, si scopre che in realtà era sulla bottiglietta di un emetico, l’apomorfina, che l'infermiera Hopkins si è iniettata sul polso, e finto che fosse un graffio della rosa rampicante della villa di Hunterbury, per poter rigettare l’apomorfina che aveva bevuto nel tè. L'etichetta, originariamente, recava, infatti, la scritta "Apomorfina", un emetico, appunto. Le lettere "Apo" erano state strappate per confondere le acque. Poirot si era insospettito, notando che la "m" di "morfina" era minuscola. La pretesa della donna di essersi graffiata con una spina della rosa viene poi smentita dalla scoperta che la rosa in questione è di una specie senza spine: la Zephirine Drouhin.
Se i mezzi usati sono stati semplici, il movente è complesso. Mary Gerrard non è la figlia di Eliza e Bob Gerrard, ma – come ha scoperto Poirot dall'infermiera Hopkins – era figlia illegittima di Laura Welman e Sir Lewis Rycroft, e questo la rendeva la parente più prossima di Laura che doveva ereditare la sua fortuna, al posto di Elinor. Quando l'infermiera Hopkins incoraggia Mary a scrivere un testamento, lei designa come erede la donna che crede essere sua zia, Mary Riley (la sorella di Eliza Riley), che vive in Nuova Zelanda. Mary Riley ha sposato (e poi, pare, ucciso) qualcuno chiamato Draper, e Mary Draper altro non è che l'infermiera Hopkins, prima di essersi trasferita in Inghilterra sotto falso nome di “Jessie Hopkins”! Si deduce anche che lavorasse come infermiera d’ospedale in Nuova Zelanda.
Poirot finisce la storia rimproverando Lord per i suoi goffi tentativi di imbastire la storia del colpevole che spiava Elinor dalla finestra, e che gli hanno creato solo problemi in più per dimostrare l'innocenza di quest’ultima. L'imbarazzo dell'uomo scompare solo quando Poirot gli confida che secondo lui Elinor non è più innamorata di Roderick, e che quindi Lord può provare a chiederla in moglie.

## Personaggi
- Hercule Poirot, famoso investigatore
- Laura Welman, anziana signora proprietaria di Hunterbury Hall
- Elinor Carlisle, nipote della signora Welman
- Roderick Welman, nipote lontano della signora Welman
- Mary Gerrard, figlia del portinaio
- Ephraim Gerrard, portinaio di Hunterbury Hall e padre di Mary
- Jessie Hopkins, infermiera
- Eileen O'Brien, infermiera
- Emma Bishop, governante di Hunterbury
- Ted Bigland, ammiratore di Mary
- Peter Lord, medico della signora Welman

## Curiosità
- In questo romanzo, come anche in tanti altri, emerge la conoscenza della Christie dei veleni e dei loro usi. Su questo argomento ha influito notevolmente l'esperienza di lavoro che la scrittrice ebbe, durante la prima guerra mondiale, in un dispensario farmaceutico in ospedale. A tale riguardo basti anche ricordare che il metodo di avvelenamento usato dalla Christie in Un cavallo per la strega venne utilizzato successivamente anche da un assassino inglese per compiere i propri delitti.
- Nel romanzo il dottor Lord dice di essersi rivolto a Poirot dopo che il dottor Stillingfleet aveva parlato della brillante soluzione di un precedente caso di Poirot, ovvero il racconto Il sogno contenuto nella raccolta In tre contro il delitto.
- Il personaggio del dottor Stillingfleet ritornerà nel romanzo Sono un'assassina?, sempre con protagonista Poirot.

## Edizioni italiane
- La parola alla difesa, traduzione di Enrico Andri, Collana I Libri Gialli n.249, Milano, Mondadori, 1941. - I Classici del Giallo Mondadori n.266, aprile 1977; Prefazione e postfazione di Julian Symons, Collana Oscar n.1086 (Oscar del Giallo n.28), Mondadori, 1978.
- La parola alla difesa, traduzione di Grazia Maria Griffini, Milano, Mondadori, 1981. - I Classici del Giallo Mondadori n.560, luglio 1988; Collana Oscar Narrativa n.1451 (Oscar Scrittori del Novecento, poi Oscar Scrittori Moderni), Mondadori, 1994, ISBN 978-88-045-1818-1; Edizione illustrata e annotata, Collezione Agatha Christie, Milano, CDE, 1997; in Donne fatali. Tre omicidi per Poirot, Collana Oscar Bestsellers, Mondadori, 2011, ISBN 978-88-046-1169-1; I Classici del Giallo Mondadori n.1080, settembre 2005; Collana Oscar Gialli, Mondadori, 2019, ISBN 978-88-047-1148-3.